# André Hoffmann (łyżwiarz)
André Hoffmann (ur. 11 sierpnia 1961 w Berlinie Wschodnim) – niemiecki łyżwiarz szybki reprezentujący NRD, złoty medalista olimpijski i zdobywca Pucharu Świata.

## Kariera
Specjalizował się dystansach sprinterskich, choć w początkach kariery startował w wieloboju. Największy sukces w karierze osiągnął w 1988 roku, kiedy na igrzyskach olimpijskich w Calgary triumfował na dystansie 1500 metrów, bijąc przy tym rekord globu. W zawodach tych wyprzedził bezpośrednio Amerykanina Erica Flaima oraz Austriaka Michaela Hadschieffa. Na tych samych igrzyskach zajął także piętnaste miejsce w biegu na 1000 m oraz 21. miejsce na dwukrotnie krótszym dystansie. Startował również na igrzyskach w Sarajewie w 1984 roku, gdzie jego najlepszym wynikiem było piąte miejsce na 1000 m. Nigdy nie zdobył medalu na mistrzostwach świata. Jego najlepszym wynikiem było trzynaste miejsce wywalczone podczas mistrzostw świata w wieloboju sprinterskim w Heerenveen w 1985 roku. Siedmiokrotnie stawał na podium zawodów Pucharu Świata, przy czym odniósł dwa zwycięstwa. W 1987/1988 triumfował w klasyfikacji końcowej 1500 m. Wyprzedził wtedy Michaela Hadschieffa i Norwega Rolfa Falka Larssena.
Łącznie pobił trzy rekordy świata.